# Dean Guitars
Dean Guitars är en tillverkare av musikinstrument. De är mest kända för sina elektriska gitarrer, men de tillverkar även akustiska gitarrer, akustiska och elektriska basar, förstärkare, jazzgitarrer, banjos, mandoliner etc.

## Historia
Dean Guitars bildades 1976 av gitarrtillverkaren Dean Zelinsky som började med gitarrbygge i unga år. Zelinsky tyckte att det var en stor brist på rockgitarrer och bestämde sig för att göra vad han kunde för att förändra saker och ting. De första Dean gitarrerna släpptes i mitten av 70-talet och hade spetsiga kroppar och stora V-formade huvuden. Den sortens design ökade i popularitet för att de var snygga och för att de var utformade för att förbättra tonen och gitarrens sustain. 
Dean Zelinsky sålde företaget 1986, eftersom han inte ville tillverka gitarrer mer, och gick över till möbler istället. 
Dean guitars har återuppstått de senaste åren, och tillverkar gitarrer. De ägs nu av Armadillo Enterprises. De har återanställt Dean Zelinsky som hjälper dem att tillverka en ny generation av Dean Gitarrer.

## Gitarrdesigner
- V
- Z
- ML
- Cadillac
- E'Lite
- Hollywood
- Razorback
- Baby V
- Baby Z
- Baby ML
- Hard Tail
- Vendetta
- Mach 5
- Mach 7
- Nashvegas Zone
- Custom Zone
- Sarasota
- Psychobilly
- Avalanche
- Palomino
- Evo
- Razorback

Artister som använder/har använt Dean
- Dimebag Darrell - Pantera/Damageplan (avliden)
- Dave Mustaine - Megadeth
- Zakk Wylde - Black Label Society/Ozzy Osbourne (i hyllning till Dimebag Darrell)
- Edward Van Halen - Van Halen
- Steve Stevens - Billy Idol/Atomic Playboys
- Dan Spitz - Anthrax
- Dave Murray - Iron Maiden
- Dave Mustaine - Megadeth
- Eric Peterson - Testament
- Michael Schenker - UFO and MSG
- Randy Rhoades - Ozzy Ozbourne (avliden)
- Sammy Hagar - Van Halen
- Vince Neil - Mötley Crüe
- Billy Gibbons - ZZ top
- Jerry Cantrell - Alice in Chains
- Trent Reznor - Nine Inch Nails
- Banner Thomas - Molly Hatchet
- Ben Orr - The Cars
- Bizz - The Genitorturers
- Bobby Barth - Blackfoot
- Eric Bloom - Blue Oyster Cult
- Nergal - Behemoth
- Corey Beaulieu - Trivium
- Matt Heafy - Trivium
- Karl Sanders - Nile
- Michael Angelo Batio - Nitro
- Ashley Purdy-Black Veil Brides
- Rob Barrett-Cannibal Corpse